# 黃少谷 (政治人物)
黃少谷（1901年7月24日—1996年10月16日），少時慕諸葛武侯智略忠誠，自名黃亮，男，中華民國政治人物、中華民國陸軍中將，湖南省南縣人，中國國民黨籍，曾任第二集團軍總部秘書長、立法委員、中國國民黨總裁辦公室主任、世新專校籌辦人、外交部部長、行政院政務委員、中華民國駐西班牙大使、行政院副院長、動員戡亂時期國家安全會議秘書長、司法院院長及總統府資政等職務。

## 生平

### 早年經歷
1901年7月24日生于湖南省南县麻河口镇。早年就读于长沙妙高峰中学、明德中学。在明德学习期间，曾任学生自治会和省会学生联合会的负责人，负责过《明德旬刊》的编辑，1919年9月毛澤東聯合湖南教育界和新聞界發起驅張運動為湖南自治運動拉開序幕，黃少谷被选为明德学生会的代表並与好友唐耀章等同学参与新民學會活动，组织罢课，表现非常活跃。1921年考入北京师范大学教育系。1923年肆业于国立北京师范大学。1924年加入中国国民党，任《世界日报》编辑、总编辑，日後還接下由國民黨左派人士羅敦偉所創辦的《國民晚報》。1927年在西北軍政治部主任李大钊的引荐下，赴西安冯玉祥西北军任职，將《國民晚報》交接給張友漁成功避開蔣介石於4月12日針對共產黨的清洗，曾任国民革命军第二集团军总司令部处长、中将秘书长。
1930年中原大戰期間，馮玉祥與汪精衛於北京懷仁堂召開「中國國民黨黨部擴大會議」，通電反抗南京的蔣介石政府。黃少谷亦出席該會議，代表馮玉祥出席。

### 中年經歷
1931年起，任中国国民党中央委员、中央监察委员。1934年與夫人侯淑方赴英國留學伦敦政治经济学院研究国际经济关系。1936年西安事變發生，黃少谷一度聯合留英學生通電，要求殺掉蔣介石。最後眼見西安事變和平解決，黃少谷只好重新投靠蔣介石。
1937年黃少谷携夫人侯淑方回国参加抗日战争，任湖南省第八区行政督察专员兼梆县县长、国民政府监察院监察专员、国防最高委员会处长、军事委员会政治部设计委员会主任委员、第三厅厅长、副部长、《扫荡报》社长、中国国民党中央宣传部长、行政院秘书长、立法委员。
1948年9月1日，蔣介石擬發起所謂勤儉建國運動，特令中國國民黨中央宣傳部長黃少谷起草《勤儉建國運動辦法》:8668。
1949年1月21日，蔣介石將總統職務引退，當時黃少谷是中國國民黨中央宣傳部長，蔣引退後，黃也立即請辭中宣部長:209。1月29日，蔣介石接見黃少谷，「決將中央黨部先行遷粵，就現況加以整頓，再圖根本改革」:146。行政院秘書長黃少谷在4月24日何應欽抵達廣州後，代表何應欽發表聲明：上海將堅守；李代總統和何院長都不會辭職；政府將不再嘗試與共黨和談:128。到台湾後，黃少谷做總裁辦公室主任，在中國國民黨改造委員會成立後撤銷。
1950年3月，蔣介石以黃少谷為行政院秘书长。历任总裁办公室秘书主任、中華民國行政院副院长、外交部长、中華民國驻西班牙大使、总统府国策顾问、资政、国家安全会议秘书长。後來經過蔣經國提名，任司法院长，又與他進行司法改革。1947年以后当选为中国国民党历届中央常委。1967年10月6日，代表總統蔣中正赴加拿大訪問；9日，與加國總理皮爾遜（Lester Bowles Pearson）會商兩國加強合作問題；17日，返回臺灣:742。
1969年黃少谷由行政院副院長轉任國家安全會議秘書長一職，掌握攸關國家安全政策制定的各種海內外情資。直到1979年轉任司法院院長。黃少谷任職期間情資混亂導致對外政策進退失據，從失去聯合國席次到美國與我斷交。這是中華民國最風雨飄搖的十年，卻是黃少谷獨子黃任中突然獲得大筆境外資金成為許多上市公司金主的開始。

### 晚年經歷
1988年任中国国民党中央评议委员。1987年退休，寓居台北。
晚年思乡之情愈切。1992年来，他与儿子黄任中开始捐资家乡教育事业共近7,000万元人民币，改建了南县三中（命名为方谷学校），新建南县麻河口方谷学校。修建方谷大桥和方谷水厂，设立方谷基金会南县奖助学基金会。方谷是取黄少谷、侯淑方夫妇姓名最后一个字合成，表达对家乡人民一片心意。方谷学校经多年建设，已经建成从幼儿园、小学、初中、高中皆备的农村完全中学，在湖南省农村水平一流。他希望方谷学校师生勤奋教学，奋发向上，努力提高教学质量，培养人才，建设家乡。并把他全部藏书捐赠家乡。
1996年10月16日，在台北医院病逝，终年95岁。临终前给儿孙留下遗嘱：「树高千尺，叶落归根，希望百年之后，能够归葬于父母坟旁，眠于故土。」

## 家庭
- 獨子：黃任中，2004年亡故。台灣知名股市聞人，以身邊經常美女雲集著稱，行事爭議頗多。黃任中的兒子黃若谷，欠稅罰款共逾新臺幣35億元。
- 女兒：夏黃新平，前駐美大使夏功權的妻子，夏黃新平之女婿崔湧因遠東航空掏空案，在2009年6月10日棄保9,000萬潛逃出境。
- 弟：黄逖非，原天津市政协副主席。

## 其他
- 《傳記文學》第三十三期中，曾為文介紹「擴大會議」，並為文批評「擴大會議」為「就其性質而言，是閻、馮的傀儡」，並附上7月16日於懷仁堂開幕典禮時所攝照片，然而對比當中其他出席者，僅黃少谷名字為「黃XX」。[9]
- 在1980、90年代的台湾，有國民黨党内「八大老」之说。指黃少谷、謝東閔、倪文亞、李國鼎、蔣彥士、袁守謙、辜振甫等「七大老」，後加上陳立夫，共為「八大老」。[10]總統府方面利用不同方法勸林洋港退選，包括請出國民黨內「八大老」勸退[11]。劝退滕杰所推荐的司法院長林洋港與蔣緯國參加該任正副總統選舉之举动。

## 荣誉

### 本國
- 二等卿云勋章（1963年6月6日[12]）